# سیارک ۶۱۵۶
سیارک ۶۱۵۶ (به انگلیسی: 6156 Dall، نامگذاری:1991AF1) شش هزار و صد و پنجاه و ششمین سیارک کشف شده‌است که در ۱۲ ژانویه ۱۹۹۱ کشف شد.
قدر مطلق سیارک برابر ۱۲٫۰۰ است.